# (5073) Junttura
(5073) Junttura ist ein Asteroid des Hauptgürtels, der am 3. März 1943 von dem finnischen Astronomen Yrjö Väisälä in Turku entdeckt wurde.
Der Name des Asteroiden wurde von K. Nousiainen vorgeschlagen. Junttura ist Ausdruck der finnischen Mentalität, Dinge mit einer gewissen Sturheit und unter allen Umständen zu erledigen.